# リヒャルト・フライターク
リヒャルト・フライターク（Richard Freitag、1991年8月14日 - ）は、ドイツ、ザクセン州エールツゲビルクスクライス、Erlabrunn出身の元スキージャンプ選手である。

## プロフィール
2009/10シーズンのスキージャンプ週間でスキージャンプ・ワールドカップにデビュー、第3戦インスブルックで30位となりポイントを獲得した。同年3月のスキーフライング世界選手権プラニツァ大会代表に抜擢され、個人28位、団体7位の成績を残した。
2010/11シーズンは12月からワールドカップに出場、30位以内に度々入りポイントを重ねた。またノルディックスキージュニア世界選手権では個人9位、団体銀メダルの成績をあげ2011年ノルディックスキー世界選手権代表になると個人ラージヒル15位、団体ラージヒル4位となった。
2011/12シーズンは開幕戦で9位となると12月11日にはワールドカップ初優勝、その他2位4回、スキーフライング世界選手権ヴィケルスン大会では団体銀メダル獲得など好調を維持し総合6位と躍進した。 
2012/13シーズンは成績に波があったが2月16日のフライングで通算2勝目、3月10日のラハティスキーゲームズで通算3勝目をあげ総合8位となった。
2013年ノルディックスキー世界選手権ではノーマルヒル個人、ラージヒル個人とも6位、混合団体ではウルリケ・グレッスラー、カリーナ・フォークト、ゼヴェリン・フロイントとともに銅メダル、ラージヒル団体ではアンドレアス・ヴァンク、ゼヴェリン・フロイント、ミヒャエル・ノイマイアーとともに銀メダルを獲得した。
2013/14シーズンは前年のような成績は残せなかった。2014年ソチオリンピックでは個人ノーマルヒルは20位、個人ラージヒルは21位、団体戦には出場できなかった。ワールドカップ総合は24位に終わった。
2014/15シーズンはワールドカップで2勝を挙げ、総合12位。2015年ノルディックスキー世界選手権では混合団体優勝のメンバーとなった。
2015/16シーズンは表彰台こそなかったものの着実にポイントを重ね、総合9位であった。スキーフライング世界選手権バート・ミッテルンドルフ大会では団体銀メダルのメンバーとなった。
2016/17シーズンは3位1回で総合13位。2017年ノルディックスキー世界選手権では個人ノーマルヒル9位、個人ラージヒル19位、団体4位のメンバーとなった。
2017/18シーズンは優勝3回、2位5回をあげた。中でもニジニタギル大会からガルミッシュ・パルテンキルヒェン大会まで7試合連続で表彰台に登壇するなどし、総合2位であった。2018年平昌オリンピックでは個人2戦はともに9位で、団体戦では銀メダルのメンバーとなった。スキーフライング世界選手権オーベルストドルフ大会では個人で銅メダルを獲得した。
2018/19シーズンはワールドカップ総合で21位に後退した。2019年ノルディックスキー世界選手権は個人ラージヒル9位、個人ノーマルヒルは5位で、男子団体金メダルのメンバーとなった。
2019/20シーズンからはワールドカップとコンチネンタルカップを行き来している。2022年3月、現役引退を表明した。